# McCulloch Aircraft Corporation
A McCulloch Aircraft Corporation foi a divisão de aeronáutica da McCulloch Motors Corporation. A McCulloch adquiriu a Jovair em 1951. Desenvolveu dois helicópteros inovadores, o McCulloch MC-4 e o McCulloch J-2.
Os direitos do Mc-4 foram vendidos de volta ao designer original Drago Jovanovich, em 1957, e os direitos do J-2 foram vendidos à Aero Resources em 1974.